# Capitol Records

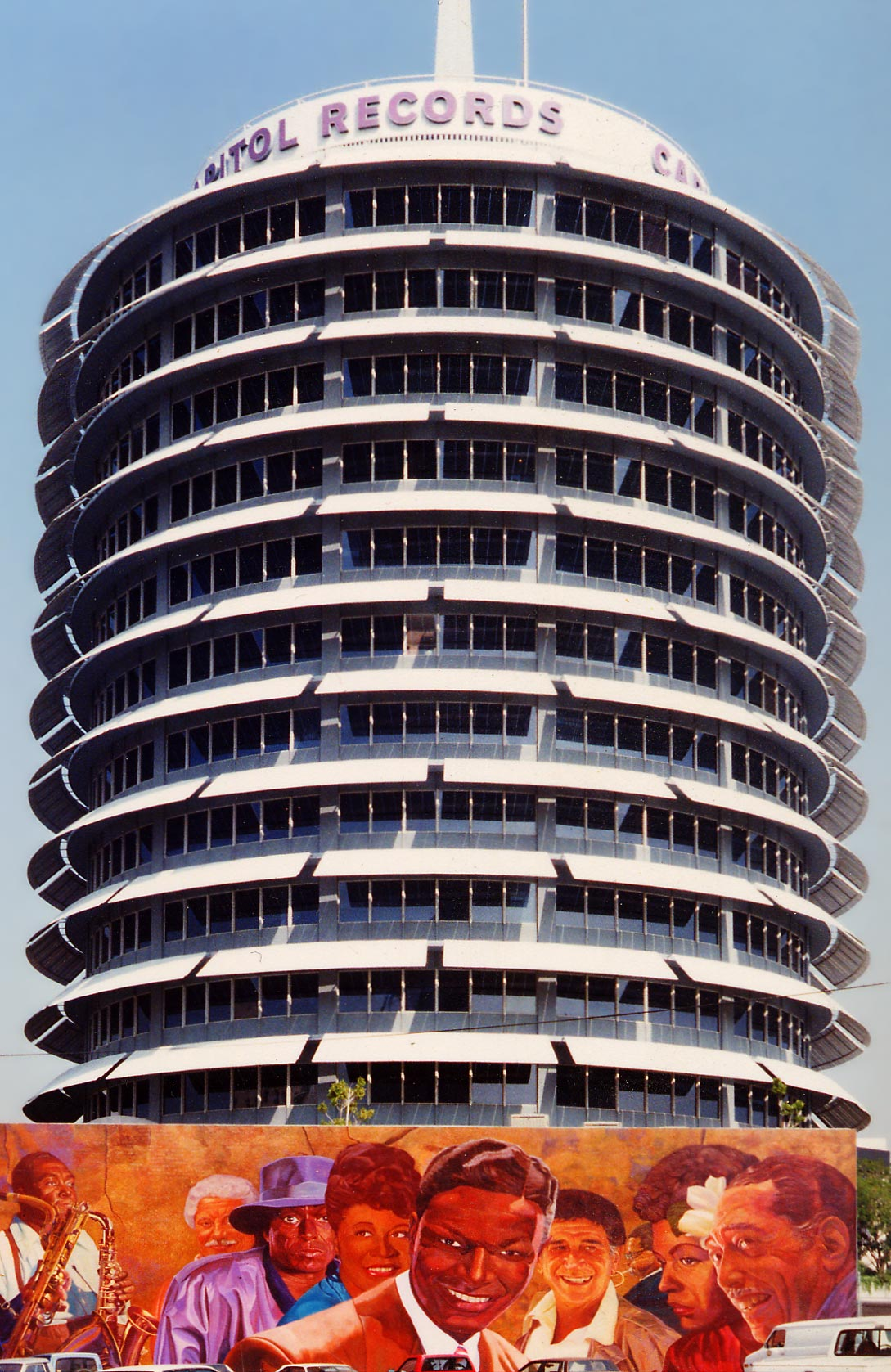
Capitol Records

Capitol Records is een Amerikaanse platenmaatschappij.
Capitol Records werd opgericht door liedjesschrijver Johnny Mercer in 1942. Hij had financiële hulp van filmproducent Buddy DeSylva, en het zakelijk inzicht van Glenn Wallichs, eigenaar van Music City, de grootste platenzaak in Los Angeles. De firma heette eerst Liberty, maar nog voor de eerste platen uitkwamen werd de naam veranderd in Capitol. Capitol was het eerste platenlabel aan de westkust van de VS, en was in directe competitie met RCA-Victor, Columbia en Decca in New York. Naast een opnamestudio in Los Angeles, had Capitol ook een studio in New York, en stuurde bij gelegenheid mobiele opname apparatuur naar New Orleans en andere steden. 
De vroegste opnames zijn van artiesten als Paul Whiteman, Martha Tilton, Ella Mae Morse en Johnny Mercer zelf. Capitols eerste gouden single was "Cow Cow Boogie" van Morse in 1942. Tegen 1946 had Capitol meer dan 42 miljoen platen verkocht, en was een van de Grote Zes studio's. In 1950 bouwde Capitol zijn eigen studio op Melrose Avenue in Hollywood. 
In het midden van de jaren vijftig bracht het platen uit van artiesten als Nat King Cole, Peggy Lee, Dean Martin en Frank Sinatra en bands als The Jubalaires. Het begon een dochterlabel, Angel Records, voor klassieke muziek die voornamelijk in Europa werd opgenomen. 
In 1955 nam het Engelse platenlabel EMI Capitol over voor $8,5 miljoen. Het samengaan van de twee labels creëerde een nog groter en machtiger label, dat sindsdien het thuis is geweest van artiesten als The Beatles, de Beach Boys, de Beastie Boys, Pink Floyd, Bob Seger, Bonnie Raitt en Garth Brooks. Alan Livingston was toen een belangrijk producer. Begin jaren zeventig had Bhaskar Menon hier de leiding.
In 1996 kocht Capitol Records op haar beurt een belang van 49% in Matador Records, wat een paar jaar later weer terugverkocht werd aan de eigenaars van Matador.
In 2001 combineerde EMI Capitol Records met het Priority Records label. Het gecombineerde label heeft artiesten onder zich als Paul McCartney, Ice Cube, Snoop Dogg en Coldplay.
In 2011 werd EMI overgenomen door Universal Records. Capitol Records is nu een apart label van Universal.

## The Capitol Records Building
Kort na de overname in 1956 bouwde EMI een state-of-the-art gebouw in Hollywood. Het Capitol Records gebouw is een van de herkenbaarste gebouwen in Hollywood. De toren heeft 13 aardbevingsbestendige verdiepingen en werd ontworpen door Welton Becket. Het was het eerste ronde kantoorgebouw ter wereld. De structuur ziet eruit als een stapel oude platen op een draaitafel. De rechthoekige begane grond is een later toegevoegde, aparte structuur.
Vanwege de vele inkomsten die Nat King Cole voor het bedrijf verwierf is de bijnaam van het gebouw The house that Nat built.
Buiten op de begane grond is een muurschildering in keramiek aangebracht met als titel "Hollywood Jazz: 1945-1972" en de afbeeldingen van Chet Baker, Gerry Mulligan, Charlie Parker, Tito Puente, Miles Davis, Ella Fitzgerald, Nat King Cole, Shelly Manne, Dizzy Gillespie, Billie Holiday en Duke Ellington.
Het flikkerende licht boven op de toren spelt het woord "Hollywood" in morsecode.